# Rosensidenört
Rosensidenört (Asclepias incarnata) är en art inom släktet sidenörter och familjen oleanderväxter. Dess ursprungsområde är i Nordamerika. Den växer främst i fuktig mark, men odlas även som trädgårdsväxt, där dess blommor som används av fjärilar och andra pollinatörer.
- Wikimedia Commons har media som rör Rosensidenört.